# River Yeo (vattendrag i Storbritannien, Somerset)
River Yeo är ett vattendrag i Storbritannien.   Det ligger i grevskapet Somerset och riksdelen England, i den södra delen av landet, 200 km väster om huvudstaden London.